# Lajtabánság

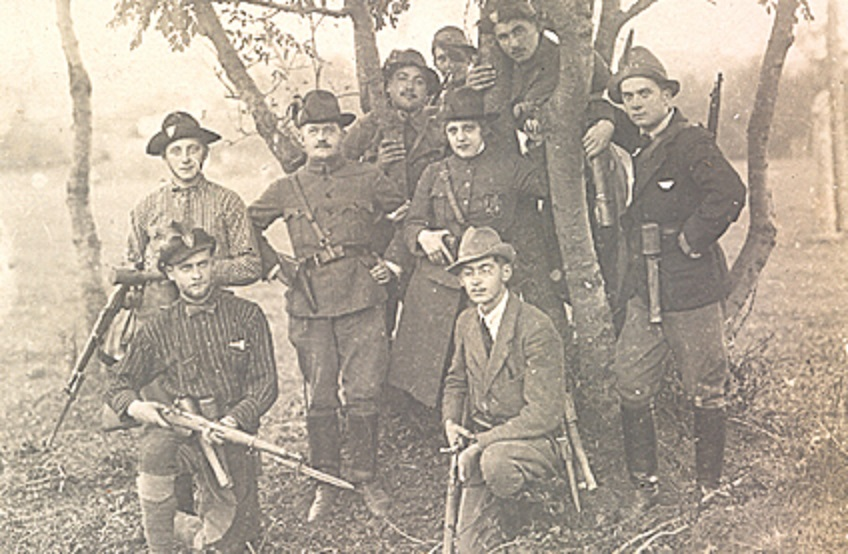
Gróf Erdődy Tamás és felesége Antónia (középen) a Rongyos Gárda néhány tagjával pózol Felsőőrön. Erdődy ügyes csellel szabadított ki algériai gyarmati katonák által foglyul ejtett rongyosokat, akik ennek köszönhetően folytathatták kitűzött tervük megvalósítását és bevehették a közeli Pinkafőt

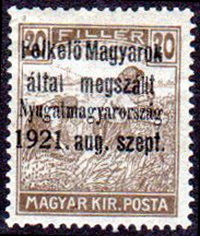
Felülpecsételt Nyugatmagyarországi bélyeg a Lajtabánság előtti időkből

A Lajtabánság (németül Leitha-Banat ) 1921. október 4. és november 5. között egy mások által el nem ismert önálló magyar állam volt Nyugat-Magyarországon, amely az augusztus 28-án kitört nyugat-magyarországi felkelés egyik folytatása lett. A Lajtabánság határos volt nagyobbrészt Ausztriával és Magyarországgal nyugaton és keleten. Északon aránylag rövid szakaszon Csehszlovákiával, délen pedig a legrövidebb határa a Szerb–Horvát–Szlovén Királysággal volt. 
Fővárosa Felsőőr lett, mivel Sopronban a felkelés és a Lajtabánság ideje alatt is folyamatosan fönnmaradt a magyar közigazgatás. Ugyanakkor a felkelők jelentős része soproni polgár és diák volt, akik fegyveres segítséget kaptak a város csendőrparancsnokától, Ostenburg-Moravek Gyulától.
A Lajtabánság kiterjedése nem kizárólag a mai Burgenland területét érintette, hanem számos olyan települést is, amiket eredetileg Ausztriához szántak csatolni, de végül - főleg a felkelés eredményeként - Magyarországnál maradtak. Sopron elcsatolását 1921. december 14-i soproni népszavazás hiúsította meg, míg délebbre Szentpéterfa és más kisebb települések több éves határvita és a horvát lakosság folyamatos ellenállása miatt, valamint egy újabb nyugat-magyarországi felkelés fenyegetése miatt nem kerültek Ausztriához.

## A trianoni döntés hatása Nyugatmagyarországra
A trianoni békét Horthy Miklós kormányzónak a trianoni országretületet is megszállva tartó románok kivonulása érdekében el kellett fogadnia. Ez azzal is járt, hogy Nyugat-Magyarország egy részét, beleértve Sopront és a környékét is át kell adni az osztrákoknak. Ennek időpontját a Nagykövetek Tanácsa 1921. augusztus 29-ére tűzte ki. A magyar kormány nem tett le arról a reményről, hogy a nyugat-magyarországi területek átadásáról szóló döntést megváltoztassa, és megkísérelte, hogy elfogadtassa az osztrák féllel elképzelését, hogy a kérdést népszavazás útján rendezzék. Ezt Renner osztrák kancellár következetesen visszautasította. 1921 januárjában az osztrák nemzetgyűlés törvényt fogadott el, hogy a Magyarországról átkerült terület Burgenland néven önálló tartomány lesz majd.

## Rongyos Gárda
Prónay Pál katonatiszt, aki korábban Horthy Nemzeti Hadseregének egyik szervezője is volt, és a Tanácsköztársaság vörösterrorja megbosszulására hivatkozó fehérterror egyik fő felelőse, a magyar kormány hallgatólagos beleegyezésével saját fegyveres alakulatot hozott létre Nyugatmagyarországon, melyet Rongyos Gárdának nevezett. A gárda tagjai egykori katonasapkájukat búrkalapra cserélték, melynek karimáját jobb felől nemzeti színű kokárdával a kalap tetejéhez erősítették. Tagjaik alföldi földművesek, egyetemisták, leszerelt katonatisztek és bosnyák-albán muszlim – a volt Monarchiában szolgált – hadfiak voltak (köztük Durics Hilmi Huszein őrnagy közel 300 társával). Prónayn kívül Héjjas Iván számított meghatározó vezetőnek. Hozzájuk csatlakozott a fiatalság az ország egész területéről, nyugat-magyarországi alig volt köztük. A felkelők mellett a legitimista Ostenburg-Moravek Gyula őrnagy csendőrzászlóalja állomásozott Sopronban. Az egység nem a felkelőkhöz tartozott, hanem a magyar csendőrséghez, sőt, zászlóaljat a Sopronban székelő és a terület kiürítését, és átadását ellenőrző antant bizottság rendelkezésére bocsátották, így nemzetközinek számított. Rajtuk kívül az osztrákoknak ítélt Nyugat-Magyarországon nem volt más magyar fegyveres alakulat.

## Nyugat-magyarországi felkelés

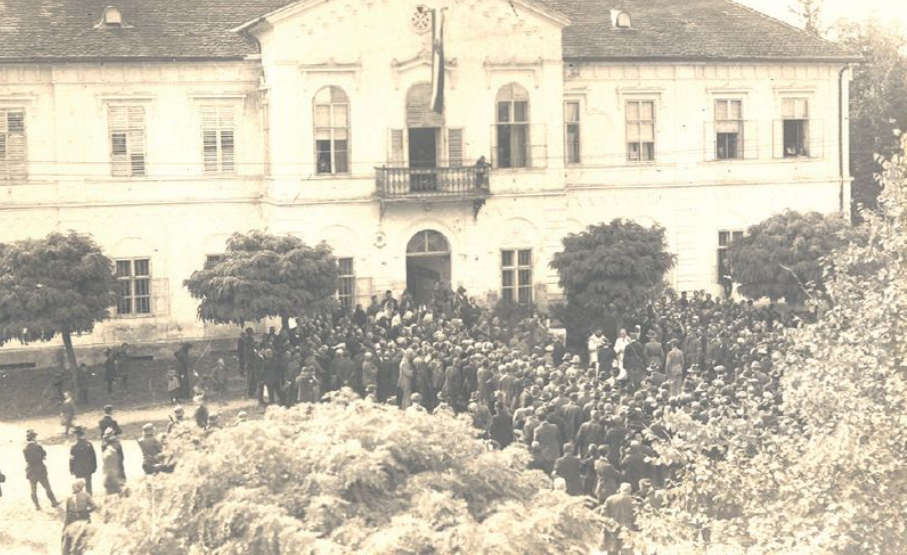
A Lajtabánság kikiáltása Felsőőrött, 1921. október 4-én

1921. augusztus 28-án kezdődött meg a felkelés a mai Burgenland és Sopron-környék területén. A felek Ágfalvánál ütköztek meg, Héjjas 120 embere (az Alföldi-brigád) és egyetemisták keveredett tűzharcba az osztrák csendőrökkel. Az „ágfalvi csata” néven ismert éjszakai összecsapásban a magyar felkelők a közel 400 fős osztrák csapatokat megfutamították. A felkelők fegyvereit a kivonuló három Ostenburg-csendőrszázad biztosította. Másnap a csendőrök ismét kivonultak, lefegyverezték a felkelőket. Később fogdába zárták, majd másnap este már szabadlábra helyezték őket. A felkelők gerillaharcot folytattak az osztrákok ellen. Osztrák titkosszolgálati források a felkelők létszámát 8 ezer főre becsülték, és a rendelkezésre álló körülbelül 5000 fős osztrák fegyveres erő ezért nem kockáztatta az erőszakos bevonulást. A számok azonban eltúlzottak. Az osztrák részről 2000 csendőr állt fegyverben, amelyhez időszakosan kisebb szabadcsapatok (Volkswehr) társultak. A Rongyos Gárdának velük szemben 500-600 embere volt (köztük 100 bosnyák és albán önkéntes).
A Rongyos Gárda hatásos akciói miatt lehetetlenné vált, hogy Ausztria birtokába vegye a neki ítélt területet. Soprontól keletre minden faluban voltak felkelők.
Azonban nemcsak Ausztria és Magyarország, valamint a felkelők és a lakosság került szembe egymással, hanem maguk a felkelők egymással is szembefordultak, mert míg Prónay és Héjjas a szabad királyválasztók közé tartoztak, addig Friedrich István egykori miniszterelnök – aki szintén a felkelőkkel tartott és Kismartont felügyelte – valamint Ostenburg-Moravek legitimisták voltak.
Horthy Gömbös Gyula későbbi miniszterelnököt nevezte ki nyugat-magyarországi kormánybiztosnak, feladata az önállósuló felkelők megrendszabályozása. Mind Héjjas, mind Friedrich megtagadta az utasítását, hogy vonuljanak vissza.  Úgy tűnt, Prónay egymaga akarja megvalósítani a Sigray-Lingauer tervet, miszerint, ha a magyar kormány kiegyezne Ausztriával, lemondva ezzel a Nyugat-Magyarországról, a felkelők önálló államot hoznak létre Lajtabánság néven. A báni méltóságot gróf Sigray Antal főkormánybiztos vagy Albrecht főherceg kapta volna. Ám kézzelfogható közelségbe került a népszavazás lehetősége, így a miniszterelnök lebeszélte Sigrayt tervéről.
1921. október 3-án Nyugat-Magyarország az antant fennhatósága alá került. (Az antant adta volna át a területet az osztrák félnek), így 1921. október 4-én Prónayék kikiáltották a terület függetlenségét. „Nyugat-Magyarország megmentése érdekében megteremtettem a független Lajtabánságot.” írta Prónay visszaemlékezéseiben az 1921. évi nyugat-magyarországi eseményekről

## Lajtabánság kikiáltása

Lajtabánság bélyege

Lajtabánság bélyege

A Lajtabánság központja Felsőőr lett, mivel a falu magyar többségű volt. A felsőőri templom előtt jelentették be a terület függetlenségét, és, hogy nem hajlandóak alávetni magukat a békeszerződésnek. A bánság vezetője Prónay lett. A kormányzótanács elnöke s a vallásügyek előadója Apáthy László százados lett, külügyi és igazságügyi előadó Lévay Ferenc hadnagy, ügyvéd, belügyi előadó Bárdos Béla  százados, gazdaságügyi előadó Hir György hadnagy, a magyar nemzetgyűlés tagja. Az ideiglenes kormánynak pénzre volt szüksége. Adószedésből nem sokat remélhettek, az önállónak kikiáltott terület kicsi volt, ráadásul a felkelők már ki is fosztották, viszont az egyik pesti nyomdában nyomott lajtabánsági bélyegekért a gyűjtők  nagy árat fizettek.
Egyébként ebben a térségben nem ez volt az egyetlen kísérlet új államok létrehozására: 1918-ban elszakadást sürgető németek kikiáltották északon az úgynevezett Hiénc Köztársaságot. Délen 1919-ben a Mura Köztársaság létezett, gyakorlatilag konkrét cél nélkül.

## Soproni népszavazás
Az antant felszólította a magyar kormányt, hogy vonja ki a harcoló csapatokat, amely ezt bár nem tette meg, de az önálló Lajtabánságot sem ismerte el. A helyzet megoldására 1921. október 11–12-én a két fél olasz közreműködéssel Velencében tárgyalni kezdett, Magyarország vállalta a felkelők visszavonását.
Nyugatmagyarország összes közbiztonsági szerveinek parancsnoka – Sopron. 1080 szám /1921.
Méltóságos br. Prónay Pál m. kir. alezredes úrnak, Felsőőr.
Sopron, 1921. szeptember 18-án.
Gróf Bethlen miniszterelnök úr  ı nagyméltósága parancsából fölszólítom Alezredes Urat, hogy Nyugat-Magyarország azon területét, mely a trianoni békeszerzıdés értelmében Ausztriának átadandó  volna, haladéktalanul hagyja el.
Hegedős Pál altb. s. k
Sopron és környéke hovatartozásáról népszavazással döntöttek, ezzel az új állam meg is szűnt.